# Hartmaniellidae
Hartmaniellidae é uma família de Polychaeta pertencente à ordem Eunicida.
Géneros:
- Hartmaniella Imajima, 1977